# Maxta
Maxta är en ort i Azerbajdzjan.   Den ligger i distriktet Nachitjevan, i den västra delen av landet, 400 km väster om huvudstaden Baku. Maxta ligger 809 meter över havet och antalet invånare är 2 425.
Terrängen runt Maxta är platt söderut, men norrut är den kuperad. Närmaste större samhälle är Dyudengya, 3,9 km öster om Maxta. 
Trakten runt Maxta består till största delen av jordbruksmark. Runt Maxta är det ganska tätbefolkat, med 90 invånare per kvadratkilometer.